# أوزغه أولوسوي
أوزغه أولوسوي (بالتركية: Özge Ulusoy) وهي ممثلة وعارضة أزياء وراقصة باليه ومذيعة تركية ولدت في يوم 28 أكتوبر 1982 في مدينة أنقرة عاصمة تركيا وهي ملكة جمال تركيا لسنة 2003.

## روابط خارجية
- أوزغه أولوسوي على موقع IMDb (الإنجليزية)
- أوزغه أولوسوي على موقع ألو سيني (الفرنسية)